# Habenaria macrostele
Habenaria macrostele är en orkidéart som beskrevs av Victor Samuel Summerhayes. Habenaria macrostele ingår i släktet Habenaria och familjen orkidéer. Inga underarter finns listade i Catalogue of Life.